# Antoni Zarzycki
Antoni Zarzycki (ur. 26 maja 1865 w Żerkowie, zm. 30 lipca 1933 w Opatowie) – polski duchowny katolicki, działacz społeczny i oświatowy w zaborze pruskim, proboszcz w Opatowie, dziekan kępiński.

## Życiorys
Urodził się jako syn kupca Jana i Józefy z Deplewskich. Po maturze w gimnazjum gnieźnieńskim studiował teologię w Würzburgu i Münster. Po odbyciu studium w seminarium w Gnieźnie, przyjął święcenia kapłańskie w Gnieźnie 10 lipca 1890 r. Jako wikariusz pracował w Bydgoszczy i Pile. 14 lipca 1893 objął parafię w Mikstacie i Przedborowie. Działał w stowarzyszeniach oświatowych i Banku Ludowym, gdzie od 1901 był dyrektorem. W 1897 pobudował nowy kościół w Przedborowie., który w 1902 konsekrował bp. Edward Likowski. Z dniem 1 stycznia 1906 przeniesiony do parafii Opatów k. Kępna z równoczesnym powierzeniem obowiązków dziekańskich rozległego dekanatu kępińskiego. Jako dziekan kępiński doprowadził do erygowania parafii w Podzamczu, Morawinie i Grębaninie. W 1931 mianowany przez prymasa Augusta Hlonda radcą duchownym ad honores. 